# 직산역
직산역(Jiksan Station, 稷山驛)은 충청남도 천안시 직산읍 모시리에 있는 수도권 전철 1호선의 전철역이다.

## 역사
- 1935년 12월 1일 : 배치간이역으로 영업 개시[2]
- 1969년 2월 21일 : 보통역으로 승격[3]
- 1976년 8월 22일 : 삼천리산업 전용선 부설
- 1986년 12월 24일 : 역사 준공
- 1988년 4월 1일 : GS칼텍스 전용선 신설 사용 개시
- 1997년 5월 1일 : 전용선화물 한 화물취급 지정
- 2001년 : 현 역사 준공
- 2005년 1월 20일 : 전철 개통, 운행 개시, 일반열차 취급 중단
- 2009년 7월 20일 : 부역명으로 '충남테크노파크' 제정
- 2009년 10월 31일 : 화물 취급 중지[4]
- 2009년 12월 1일 : 철도승차권 단말기 철거[5]
- 2010년 1월 21일: 당정역 개업으로 1호선 역번호가 P166번에서 P167번으로 변경
- 2014년 12월 17일 : 부역명으로 '충남테크노파크' 해제

## 역 구조
2면 4선의 쌍섬식 승강장이 있다. 내선은 통과선이다. 출구는 2개이다. 현재 스크린도어가 설치되어 있다.

### 승강장
| ↑ 성환          |
| ４３ \| ２１ \| |
| 두정 ↓          |

| 1   | ● 수도권 전철 1호선 | 천안 · 아산 · 신창 방면          |
| 2·3 | 경부선              | 통과선                           |
| 4   | ● 수도권 전철 1호선 | 평택 · 수원 · 구로 · 광운대 방면 |

## 역 주변
- 직산읍행정복지센터
- 천안시의회
- 천안시농업기술센터
- 천안시 서북구청
- 삼은초등학교
- 업성초등학교
- 충남테크노파크

## 승차량 변동
| 노선   | 승차 인원 | 승차 인원 | 승차 인원 | 승차 인원 | 승차 인원 | 승차 인원 | 승차 인원 | 승차 인원 | 승차 인원 | 승차 인원 | 승차 인원 | 승차 인원 | 승차 인원 | 승차 인원 | 승차 인원 | 승차 인원 | 승차 인원 | 승차 인원 | 주 석 |
| 노선   | 2005년    | 2006년    | 2007년    | 2008년    | 2009년    | 2010년    | 2011년    | 2012년    | 2013년    | 2014년    | 2015년    | 2016년    | 2017년    | 2018년    | 2019년    | 2020년    | 2021년    | 2022년    | 주 석 |
| ------ | --------- | --------- | --------- | --------- | --------- | --------- | --------- | --------- | --------- | --------- | --------- | --------- | --------- | --------- | --------- | --------- | --------- | --------- | ----- |
| 경부선 | 566       | 804       | 891       | 977       | 1093      | 1119      | 1203      | 1073      | 1048      | 1207      | 1031      | 1005      | 966       | 944       | 935       | 607       | 648       | 804       | [ 6 ] |

## 인접한 역
| 경부선                | 경부선                          | 경부선              |
| --------------------- | ------------------------------- | ------------------- |
| P166 성환 광운대 방면 | ● 수도권 전철 1호선 경부선 완행 | P168 두정 신창 방면 |